# Gul porlav
Gul porlav (Pertusaria flavida) är en lavart som först beskrevs av Augustin Pyrame de Candolle, och fick sitt nu gällande namn av J. R. Laundon. Gul porlav ingår i släktet Pertusaria och familjen Pertusariaceae.  Arten är reproducerande i Sverige. Inga underarter finns listade i Catalogue of Life.